# Daniel Varela de Pina
Daniel David Varela de Pina (Santa Cruz, 7 de agosto de 1996) es un deportista caboverdiano que compite en boxeo. Participó en dos Juegos Olímpicos de Verano en los años 2020 y 2024, obteniendo una medalla de bronce en París 2024 en la categoría de 51 kg.
Estudió Educación Física en la Universidad de Cabo Verde.

## Palmarés internacional
| Juegos Olímpicos | Juegos Olímpicos | Juegos Olímpicos  | Juegos Olímpicos |
| Año              | Lugar            | Medalla           | Categoría        |
| ---------------- | ---------------- | ----------------- | ---------------- |
| 2024             | París (Francia)  | Medalla de bronce | 51 kg            |